# Литтелтон, Джон, 11-й виконт Кобэм
Джон Уильям Леонард Литтелтон, 11-й виконт Кобэм (англ. John William Leonard Lyttelton, 11th Viscount Cobham; 15 июня 1943 — 13 июля 2006) — британский дворянин и пэр из семьи Литтелтон. В круге друзей и семьи он был известен как «Джонни Литтелтон».

## Биография
Родился 15 июня 1943 года. Старший сын Чарльза Литтелтона, 10-го виконта Кобэма (1909—1977), и Элизабет Элисон Мейкиг-Джонс (? — 1986), дочери Джона Ридера Мейкейг-Джонса.
Он получил образование в Итонском колледже, колледже Христа в Крайстчерче, и Королевском сельскохозяйственном колледже в Сайренсестере.
20 марта 1977 года после смерти своего отца Джо Литтелтон унаследовал титулы 11-го виконта Кобэма (Пэрство Великобритании), 11-го барона Кобэма из Кобэма в графстве Кент (Пэрство Великобритании), 14-го баронета Литтелтона, 8-го лорда Литтелтона в графстве Вустершир (Пэрство Великобритании) и 8-го барона Уэсткота из Баллимора в графстве Лонгфорд (Пэрство Ирландии), став членом Палаты лордов.

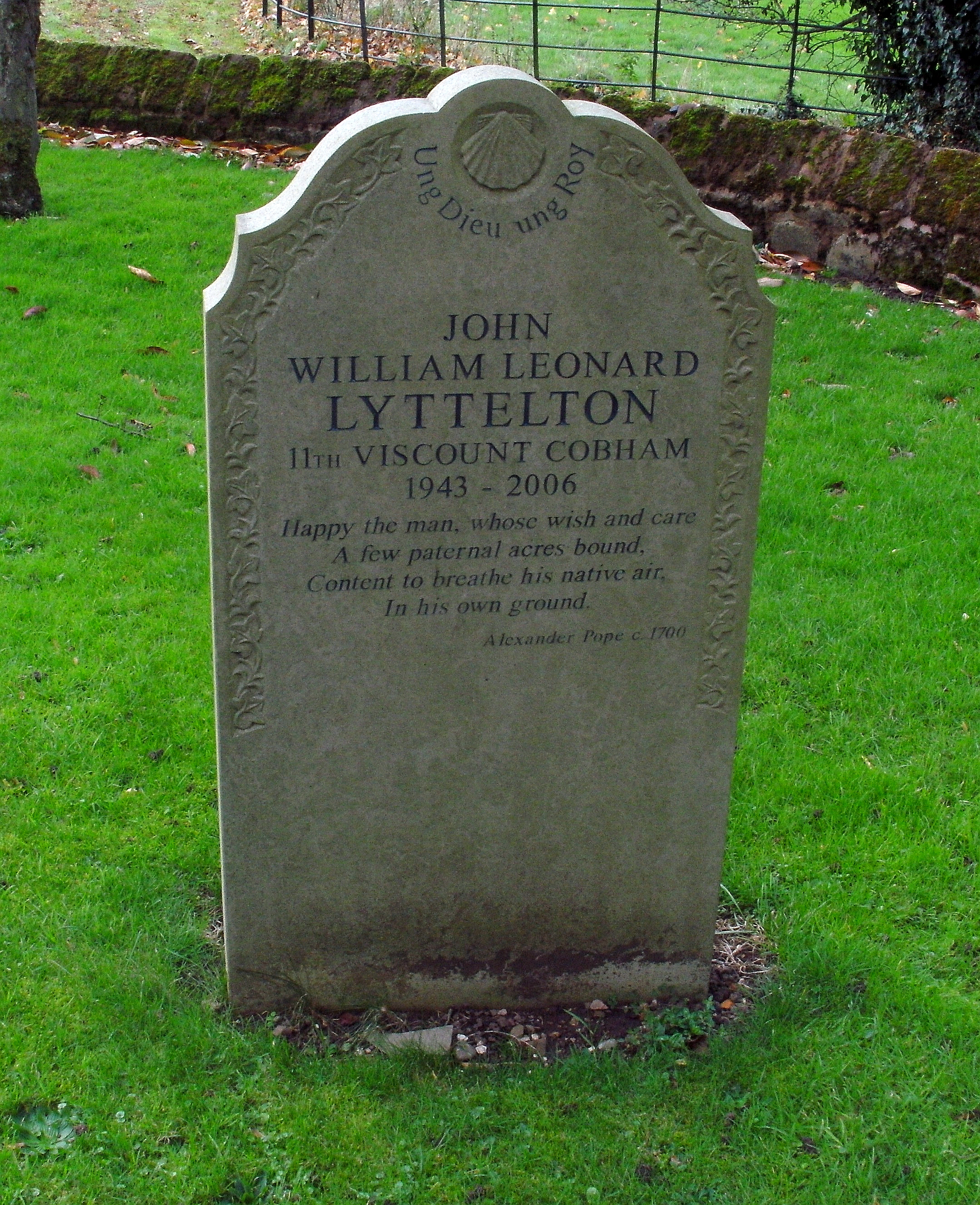
Церковь Святого Иоанна Крестителя, Хагли, могила Джона Литтелтона, 11-го виконта Кобэма

2 февраля 1974 года Джон Литтелтон женился первым браком на Пенелопе Энн Купер (род. 2 января 1954), дочери Роя Купера, и унаследовал семейные титулы и 200-летний особняк в Вустершире, Хагли-холл, после смерти своего отца в 1977 году. Столкнувшись с налогами на наследство и высокими расходами на содержание, а также нестабильным финансовым положением, оставленным его предшественниками, он выставил на аукцион 700-летний архив своей семьи за 164 000 фунтов стерлингов и продал остров Неккер Ричарду Брэнсону за 120 000 долларов. Хагли-холл был переоборудован в место проведения конференций, хотя он также оставался семейным домом.
Он был членом Консервативной партии, но застенчивость помешала ему занять место в Палате лордов, на которое его наследственное пэрство имело право. Он покинул Консервативную партию в 1992 году в знак протеста против заявления Майкла Хезелтайна о закрытии многих угольных шахт. Его первая жена была советником Дэвида Меллора, когда Меллор был государственным секретарем по культуре, СМИ и спорту в 1992 году. Позже леди Кобэм оставила своего мужа ради Меллора, и они развелись 30 августа 1995 года. Лорду Кобэму пришлось продать семейные реликвии, чтобы выплатить своей бывшей жене компенсацию за развод в размере 1 миллиона фунтов стерлингов . Позже он признался, что думал о самоубийстве из-за распада своего брака, и признался, что сидел в своей гостиной с заряженным ружьем.
Лорд Кобэм повторно женился 1 августа 1997 года на Лизе Клейтон (род. 30 декабря 1959), дочери Дэна Клейтона и Гвендолин Брафф, первой британке, совершившей в одиночку беспосадочное кругосветное плавание.
Он выступил против введения запрета на охоту на лис и заявил, что скорее сядет в тюрьму, чем запретит охоту в своем поместье.
Лорд Кобэм скончался 13 июля 2006 года в возрасте 63 лет в Испании. Его прах был возвращен в Хагли для захоронения на участке Литтелтон в приходской церкви Хагли. У него не было детей от двух браков, и его титулы унаследовал его младший брат Кристофер.